# SimCity
SimCity, SimCity Classic – symulacja budowy miasta, wydana na komputery PC. Gra po raz pierwszy została wydana w lutym 1989 na platformy Amiga i Mac, natomiast wersja na PC pojawiła się w październiku 1989. Została zaprojektowana przez Willa Wrighta.
SimCity było pierwszą produkcją studia Maxis, która została przygotowana na tak wiele platform. SimCity doczekało się już 6 sequeli: SimCity 2000 w 1993, SimCity 3000 w 1999, SimCity 4 w 2003, SimCity DS i SimCity: Społeczności w 2007 oraz SimCity w 2013, Oryginalna nazwa SimCity została później przemianowana na SimCity Classic. Do czasu wydania The Sims w 2000, SimCity była najlepiej sprzedającą się serią gier wydaną przez Maxis.
SimCity zapoczątkowało całą serię gier z gatunku Sim. Od czasu wydania SimCity, tworzone były podobne symulacje koncentrujące się na różnych aspektach rzeczywistości, tak jak symulacja biznesu w grze Capitalism.
10 stycznia 2008 kod źródłowy SimCity został opublikowany jako wolne oprogramowanie na licencji GPL 3 pod nazwą Micropolis.

## Opis rozgrywki
W grze wcielamy się w burmistrza, którego zadaniem jest zwykła rozbudowa miasta lub osiąganie celów w wybranym scenariuszu rozgrywki. W zależności od wybranego poziomu trudności gracz na początku dysponuje odpowiednią ilością gotówki, którą może przeznaczać na kupno działek, budowę domów mieszkalnych, fabryk itp. Gracz poprzez zaspokajanie podstawowych potrzeb (dostęp do prądu, miejsca pracy) oraz eliminacje przestępczości czy niwelowanie korków ulicznych ma wpływ na zadowolenie mieszkańców co z kolei przekłada się na możliwość ściągania podatków.

## Odbiór gry
SimCity zostało ciepło przyjęte przez krytyków i zdobyło znaczące uznanie w ciągu roku od daty wydania. W grudniu 1990 (na podstawie dokumentów Maxis przedstawionych przez Sally Vandershaf, Koordynatora Maxis ds. PR) gra otrzymała następujące nagrody:
- Najlepszy program rozrywkowy – 1989[8]
- Najlepszy program edukacyjny – 1989[8]
- Najlepszy program symulacyjny – 1989[8]
- Wybór Krytyków: Najlepszy program dla konsumenta, 1989, Stowarzyszenie Wydawców Oprogramowania
- Najbardziej Nowatorski Wydawca, 1989, Computer Game Developer's Conference
- Najlepsza Gra PC – 1989
- Członek Komputerowej Sali Sławy – Macworld, 1989
- Gra Roku 1989 – Computer Gaming World
- Druga Najlepsza Symulacja Wszech czasów na C-64
- Czwarta Najlepsza Symulacja Wszech Czasów na Amiga.info
- Nagroda Redaktorów Naczelnych: Najlepsza Symulacja, 1989
- Nagroda Redaktorów Naczelnych: Najlepszy Program Rekreacyjny, 1989, MacUser
- Najlepsza Strategiczna Gra Komputerowa, 1989, Video Games & Computer Entertainment
- Najlepszy Projektant Gry Roku: Will Wright, SimCity, 1989
- Najlepsza Gra Komputera XX Wieku, 1989, Charles S. Roberts Award
- Software Award of Excellence, 1990–1991, Technology and Learning
- Najlepszy Program Edukacyjny, 1990, European Computer Leisure Award
- Tild D’Or (Złota Nagroda): Najbardziej Oryginalna Gra, 1989, Tilt (Francja)
- Gra Roku, 1989, Amiga Annual (Australia)
- World Class Award, 1990, Macworld (Australia)

Ponadto, SimCity wygrało w 1990 Origins Award w kategorii „Najlepsza gra wojenna lub strategiczna roku 1989”, a tryb gry wieloosobowej na platformę X11 został nominowany w 1992 w kategorii Najlepszy produkt roku w Unix World.